# Samo Daxner
Samo Daxner (4. nebo 5. května1856 Banská Štiavnica – 27. dubna 1949 Tisovec Malohont) byl slovenský a československý advokát a politik; poslanec Revolučního národního shromáždění, později senátor za Republikánskou stranu zemědělského a malorolnického lidu.

## Biografie
Studoval na gymnáziu v Revúci. Původně se chtěl po absolvování studia věnovat národohospodářství, ale na nátlak matky se stal advokátem. Navštěvoval proto právní školy v Bratislavě a v Pešti. Po složení advokátské zkoušky hospodařil na rodinném statku v Tisovci a vedl advokátní praxi. Často se zabýval politickými kauzami lidí z řad slovenských národovců. V roce 1879 založil Samo Daxner v Tisovci hasičský sbor, roku 1877 zde také ustavil pěvecký spolek. Ovládal několik jazyků a mimo jiné do slovenštiny přeložil Prodanou nevěstu od Bedřicha Smetany a operu Viléma Blodka V studni, které v Tisovci pak sehráli místní ochotníci. V roce 1904 v této obci organizoval první šachový turnaj na Slovensku. V okolí Tisovce sbíral lidové písně. Některé z nich vyšly ve sbírce Slovenské zpevy II. (Martin, 1890).
V 90. letech 19. století patřil mezi nově nastupující politiky Slovenské národní strany. Díky přátelům udržoval kontakt s děním v českých zemích. V listopadu 1918 byl v Tisovci hlavní postavou zdejšího převratu a vedl místní národní radu.
Po roce 1918 zasedal v Revolučním národním shromáždění. Na post v tomto zákonodárném sboru rezignoval v roce 1919. Byl profesí advokátem. Brzy po vzniku ČSR byl jmenován Vavro Šrobárem do funkce župana Gemersko-malohontské župy. Zde dohlížel na přebírání moci na jejím území československými úřady a armádou. V květnu 1919 se županského úřadu vzdal.
Na počátku 20. let byl členem Slovenské národní a rolnické strany (SNaRS) a v březnu 1920 se uvádělo, že za ni bude kandidovat v parlamentních volbách v roce 1920 do senátu. Zvolen nebyl, ale senátorem Národního shromáždění byl pak v letech 1922-1925, protože sem dodatečně nastoupil jako náhradník poté, co zemřel Ján Ružiak. Zastupoval za Republikánskou stranu zemědělského a malorolnického lidu, do které se roku 1922 SNaRS sloučila.
Po roce 1948 mu byl odňat jeho statek a hospodářský majetek.
Jeho synem byl právník a důstojník Vladimír Daxner.